# Медицински университет (Плевен)
Вижте пояснителната страница за други значения на Медицински университет.
Медицинският университет в Плевен е държавно висше медицинско училище.

## История
Създаден е през 1974 г., когато е разкрит като Медицински факултет в структурата на Медицинска академия, а през 1979 г. е преименуван на Висш Медицински Институт – Плевен. С решение на Народното събрание през 2004 г. Висшият медицински институт се преобразува в Медицински университет.
МУ - Плевен разполага с високо специализирани хабилитирани преподаватели със значителен преподавателски опит. Обучението се провежда в 24 катедри и 24 клиники, в това число сектори и звена, от 62 професори и доценти и от 279 асистенти. Много от тях са членове на национални и международни научни и медицински дружества и са автори на много научни публикации.
През 2007 г. Университетът разкрива първия на Балканите Учебен експериментален център по ендоскопска хирургия http://telec.mu-pleven.bg/ , с експериментална операционна зала и виртуална зала с тренажори по ендоскопска хирургия. Част от дигиталното портфолио на МУ - Плевен е образователната платформа Lecturio https://www.lecturio.com/ с над 400 интерактивни 3D модела на анатомия, 6500 видео лекции, 20 000 въпроса за проверка на знанията и 4000 въпроса за клинични случаи, създадени от световноизвестни преподаватели от водещи университети като Харвард, Йейл, Джон Хопкинс; 3D медицинска маса за виртуални дисекции; студио за виртуална реалност с 360-градусово наблюдение над операционната зала; 3D студио за демонстрации на Хирургия на живо; студио за обучение с холограмни изображения; студио за добавена реалност и лаборатории по телепатология, 3D принтиране и биопринтиране. 
Университетът провежда обучение по 14 специалности, по 4 магистърски и 10 бакалавърски програми в 5 професионални направления – медицина, фармация, здравни грижи, обществено здраве и социални дейности. МУ - Плевен е известен като първото висше медицинско училище в страната, което през 1997 г. въвежда обучение по медицина за чуждестранни студенти на английски език и днес обучава граждани от над 45 държави от цял свят.

## Ректорат
Ректор – проф. д-р Добромир Димитров, д.м.
Заместници:
- Международна и проектна дейност – Доц. д-р Диана Илиева Пендичева-Духленска, д.м.
- Качество на обучението и акредитация -  Доц. д-р Цветелина Валентинова, д.м.
- Учебна дейност –  Доц. д-р Соня Вълкова Иванова, д.м.
- Научноизследователска дейност -  Доц. д-р Галя Цветанова Ставрева, д.м.
- Университетско-болнична координация – Проф. д-р Димитър Стойков д.м.н.

## Структура
- Факултет по Медицина
- Факултет по Фармация
- Факултет по Обществено здраве
- Факултет „Здравни грижи“
- Медицински колеж – Плевен